# Рутки (гміна)
Гміна Руткі (пол. Gmina Rutki) — сільська гміна у східній Польщі. Належить до Замбровського повіту Підляського воєводства.
Станом на 31 грудня 2011 у гміні проживало 5946 осіб.

## Територія
Згідно з даними за 2007 рік площа гміни становила 200.20 км², у тому числі:
- орні землі: 75.00%
- ліси: 17.00%

Таким чином, площа гміни становить 27.31% площі повіту.

## Населення
Станом на 31 грудня 2011:
| Опис     | Загалом | Загалом | Чоловіки | Чоловіки | Жінки | Жінки |
| -------- | ------- | ------- | -------- | -------- | ----- | ----- |
| одиниця  | осіб    | %       | осіб     | %        | осіб  | %     |
| все      | 5946    | 100     | 3050     | 51.29    | 2896  | 48.71 |
| міське   | 0       | 100     | 0        |          | 0     |       |
| сільське | 5946    | 100     | 3050     | 51.29    | 2896  | 48.71 |

## Сусідні гміни
Гміна Руткі межує з такими гмінами: Візна, Завади, Замбрув, Кобилін-Божими, Колакі-Косьцельне, Кулеше-Косьцельне, Ломжа.